# Макдауэлл, Дуглас
Дуглас Макдауэлл (англ. Douglas Maurice MacDowell; 8 марта 1931, Большой Лондон — 16 января 2010, Глазго) — британский филолог-классик.
Профессор Университета Глазго (1971—2001, эмерит), член Королевского общества Эдинбурга (1991), член Британской академии (1993).
Окончил оксфордский Баллиол-колледж.
В 1954-1958 годах преподавал в школах.
В 1958—1971 годах  преподавал в Манчестерском университете.
В 1971—2001 годах профессор Университета Глазго, затем эмерит. Поставил рекорд пребывания в занимаемой должности.
Почётный д-р Оксфорда (1994).
Оставил Университету Глазго наследство в £2,4 млн.
В память о нём его именем в Университете Глазго была названа кафедра.